# Франц Карл Австрийски
Франц Карл Австрийски (на немски: Franz Karl Joseph von Österreich; * 17 декември 1802, Виена; † 8 март 1878, Виена) от династията Хабсбург-Лотаринги, е ерцхерцог на Австрия. Баща е на двама императори. През 1848 г. се отказва от правата си над трона в полза на сина си Франц Йосиф I.

## Живот
Той е третият син на първия австрийски император Франц II (1768 – 1835) и втората му съпруга Мария-Тереза Бурбон-Неаполитанска (1772 – 1807), дъщеря на Фердинанд IV, крал на Двете Сицилии (1751 – 1825) и съпругата му ерцхерцогиня Мария-Каролина Австрийска (1752 – 1814). Брат е на австрийския император Фердинанд I (1793 – 1875).
Франц Карл се жени на 4 ноември 1824 г. във Виена за принцеса София Фридерика Баварска (1805 – 1872), дъщеря на крал Максимилиан I Йозеф и втората му съпруга Каролина Баденска. София Фридерика е сестра-близначка на кралицата на Прусия Елизабет Лудовика и сестра-близначка на кралицата на Саксония Мария Анна Леополдина.
По настояване на съпругата му Франц Карл се отказва на 2 декември 1848 г. от императорския трон в полза на сина им Франц Йосиф.
Франц Карл се интересува много от изкуство и култура. Ерцхерцог Франц Карл умира във Виена през 1878 г. и е погребан в императорската гробница.

## Деца
Франц Карл и София Баварска имат пет деца:
- Франц Йосиф (1830 – 1916), австро-унгарски император, ∞ 1854 принцеса Елизабет Баварска (Сиси), дъщеря на херцог Максимилиан Йозеф и принцеса Лудовика Баварска
- Максимилиан (1832 – 1867), мексикански император, ∞ 1857 принцеса Шарлота, дъщеря на белгийския крал Леополд I и втората му съпруга принцеса Луиза Бурбон-Орлеанска
- Карл Лудвиг (1833 – 1896), баща на наследника на австро-унгарския трон Франц Фердинанд

1. ∞ 1856 принцеса Маргарета, дъщеря на крал Йохан I фон Саксония и съпругата му принцеса Амалия Августа Баварска
2. ∞ 1862 принцеса Мария Анунциата, дъщеря на крал Фердинанд II от Двете Сицилии и съпругата му ерцхерцогиня Мария Терезия Изабела Австрийска
3. ∞ 1873 принцеса Мария Тереза, дъщеря на крал Мигел I от Португалия и съпругата му принцеса Аделхайд фон Льовенщайн-Вертхайм-Розенберг

- Мария-Анна (1835 – 1840)
- мъртвороден син (*/† 24 октомври 1840)
- Лудвиг Виктор (1842 – 1919), неженен